# استفورد (کانزاس)
استفورد (به انگلیسی: Stafford) شهری در ایالت کانزاس کشور ایالات متحده آمریکا است که جمعیت آن در سرشماری سال ۲۰۱۰ میلادی، ۱٬۰۴۲ نفر بوده‌است.

## نگارخانه

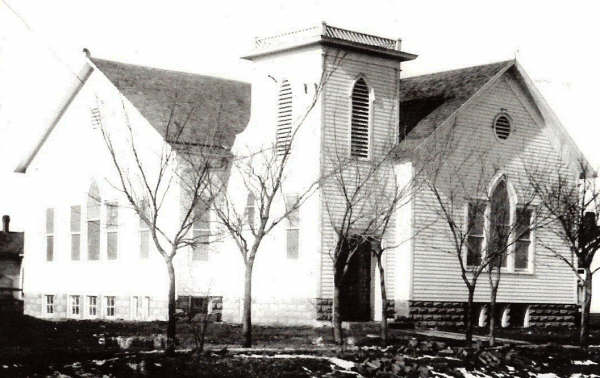
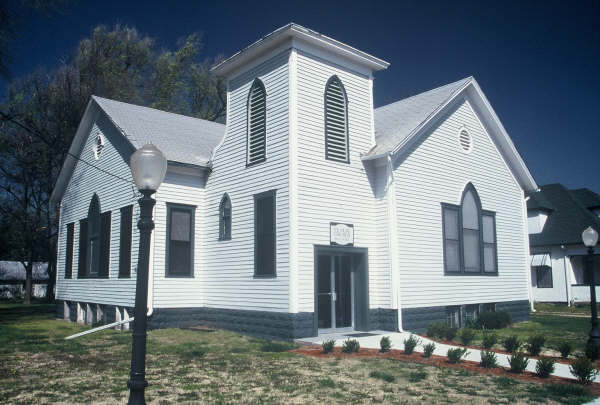
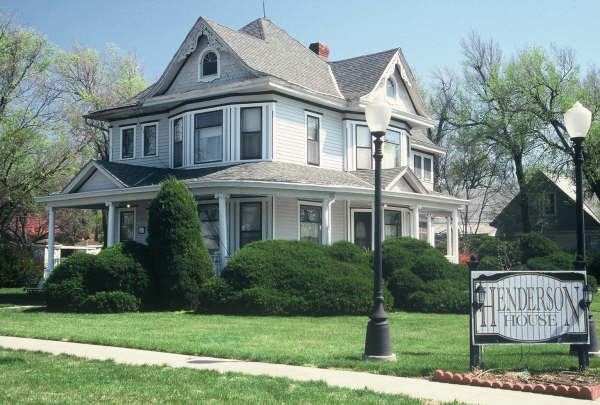
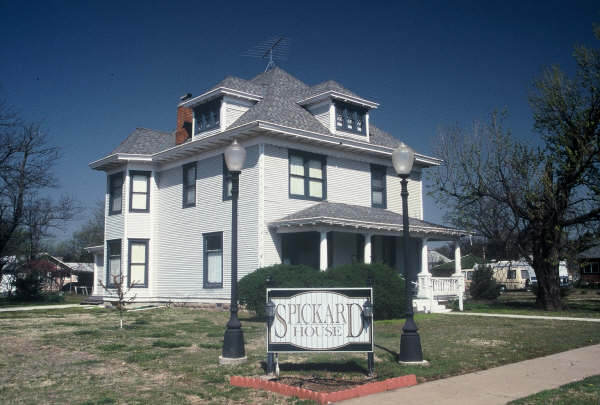